# راي فير
راي فير (بالإنجليزية: Ray Fair) هو اقتصادي أمريكي، ولد في 4 أكتوبر 1942 في فريسنو في الولايات المتحدة.